# Amtsgericht Hilders
Das Amtsgericht Hilders war ein preußisches Amtsgericht mit Sitz in Hilders.

## Geschichte
In Hilders bestand das königlich bayerische Landgericht Hilders. Sämtliche Gemeinden des Gerichtsbezirks gehörten ab 1866 nach dem Sieg Preußens im Deutschen Krieg nicht mehr zum Königreich Bayern. Im Friedensvertrag zwischen dem König von Preußen und dem König von Bayern, der am 22. August 1866 in Berlin abgeschlossen wurde, trat Bayern die Bezirke Gersfeld und Orb an Preußen ab. Aus dem Königlich Bayerischen Landgericht wurde ein Königlich Preußisches Amtsgericht. Es lag in der neuen Provinz Hessen-Nassau und war dem Kreisgericht Fulda zugeordnet. Mit der Einführung der Reichsjustizgesetze entstanden 1879 reichsweit einheitlich Amtsgerichte. Das Amtsgericht Hilders behielt damit seinen Namen und erhielt die neuen Funktionen. Es war nun eines der 22 Amtsgerichte im Bezirk des Landgerichtes Hanau. Am Gericht bestand eine Richterstelle. Es war damit ein kleines Amtsgericht im Landgerichtsbezirk. Gerichtstage wurden in Tann abgehalten. Sein Gerichtsbezirk umfasste den Kreis Gersfeld ohne die Teile, die dem Amtsgericht Weyhers zugeordnet waren.
Im Zweiten Weltkrieg wurde das Gericht zum 15. Juni 1943 zur Zweigstelle des Amtsgericht Fulda herabgestuft.